# Erythrura regia
Erythrura regia là một loài chim trong họ Estrildidae.
Di hoàng gia là loài đặc hữu của Vanuatu. Nó được tìm thấy phổ biến ở các khu vực có độ cao trung bình trên các hòn đảo lớn hơn như Espiritu Santo, trên 300 m. Nhưng nó cũng có thể được tìm thấy tại khu vực có hòn đảo nhỏ ở mực nước biển có quả sung trong bìa rừng tại Emae và Tongoa. Loài này thường được tìm thấy ở đơn lẻ, theo cặp hoặc nhóm nhỏ ăn sung trong tán rừng.

## Hình ảnh

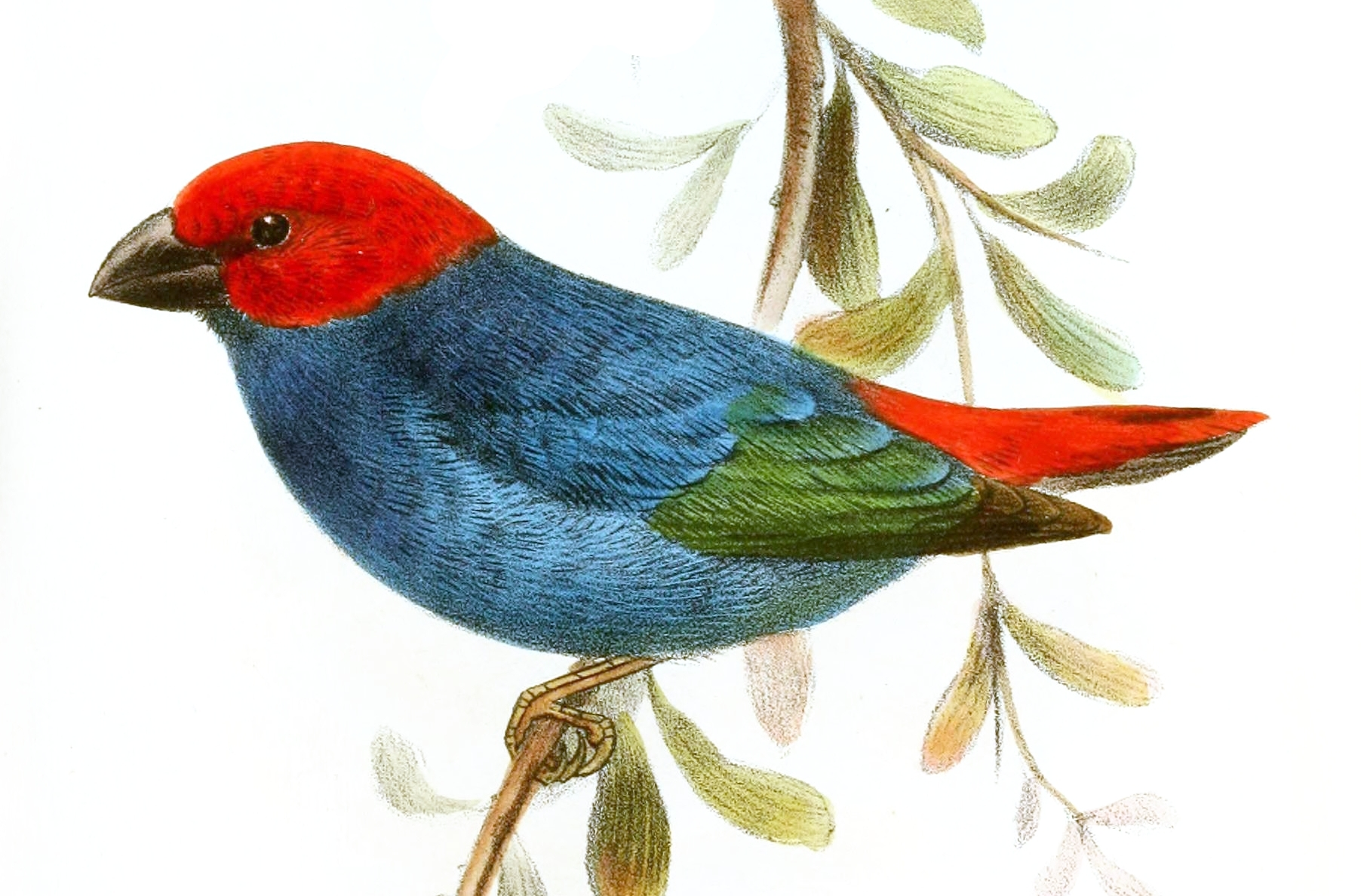
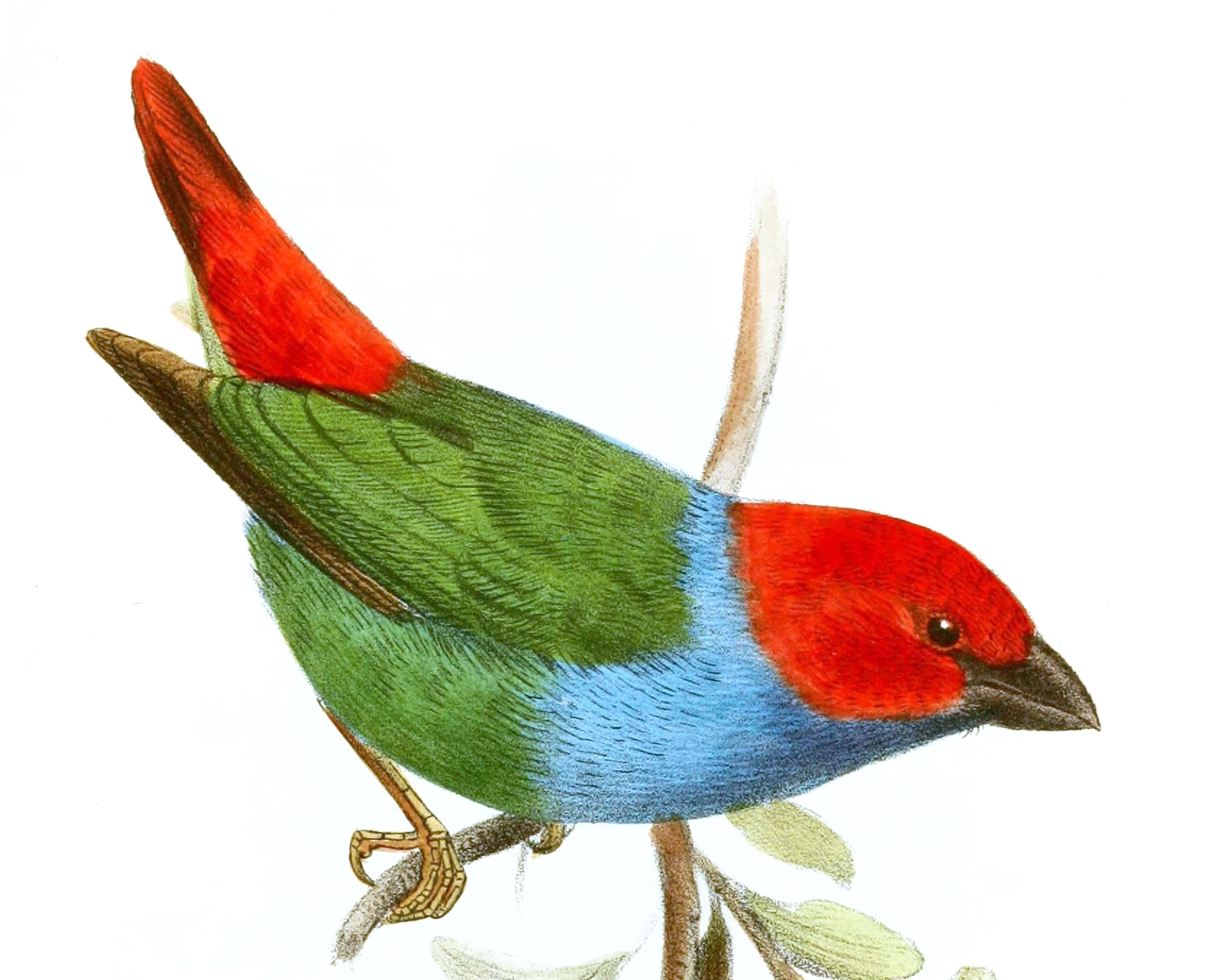